# Шорт-трек на зимових Олімпійських іграх 1998
Змагання із шорт-треку на зимових Олімпійських іграх 1998 в Нагано проходили з 17 по 21 лютого в на арені White Ring.
У рамках змагань було розіграно 6 комплектів нагород (3 серед чоловіків, 3 серед жінок). 

## Результати

### Таблиця медалей
| Місце | Країна         | Золото | Срібло | Бронза | Загалом |
| ----- | -------------- | ------ | ------ | ------ | ------- |
| 1     | Південна Корея | 3      | 1      | 2      | 6       |
| 2     | Канада         | 2      | 0      | 2      | 4       |
| 3     | Японія         | 1      | 0      | 1      | 2       |
| 4     | Китай          | 0      | 5      | 1      | 6       |
|       | Усього         | 6      | 6      | 6      | 18      |

### Чемпіони та медалісти
| Дисципліна                     | Золото                                                                            | Срібло                                                                | Бронза                                                            |
| Чоловіки: 500 метрів           | Такафумі Нісітані · Японія                                                        | Ань Юйлун · Китай                                                     | Хітосі Уемацу · Японія                                            |
| Чоловіки: 1000 м               | Кім Дон Сон · Південна Корея                                                      | Лі Цзяцзюнь · Китай                                                   | Ерік Бедар · Канада                                               |
| Чоловіки: естафета 5000 метрів | Канада: - Ерік Бедар - Деррік Кемпбелл - Франсуа Дроле - Марк Ганьон - Ерік Бедар | Південна Корея: - Чхе Джі Хун - Лі Джун Хван - Лі Хо Ін - Кім Дон Сон | Китай: - Лі Цзяцзюнь - Фен Кай - Юань Е - Ань Юйлун               |
| Жінки: 500 метрів              | Анні Перро · Канада                                                               | Ян Ян (S) · Китай                                                     | Чон Лі Гьон · Південна Корея                                      |
| Жінки 1000 метрів              | Чон Лі Гьон · Південна Корея                                                      | Ян Ян (S) · Китай                                                     | Вон Х'є Гьон · Південна Корея                                     |
| Жінки: естафета 3000 метрів    | Південна Корея: - Чон Лі Гьон - Вон Х'є Гьон - Ан Сан Мі - Кім Юн Мі              | Китай: - Ян Ян (A) - Ян Ян (S) - Сунь Даньдань - Ван Чуньлі           | Канада: - Ізабель Шаре - Анні Перро - Крістін Будрія - Таня Вісан |